# T Andromedae
T Andromedae är en pulserande variabel av Mira Ceti-typ i stjärnbilden Andromeda. 
Stjärnan varierar mellan magnitud +7,7 och 14,5 med en period av 281,0 dygn.